# Asperg
Asperg là một thị xã ở huyện Ludwigsburg, Baden-Württemberg, Đức. Đô thị này có diện tích 5,8 km², dân số thời điểm ngày 31 tháng 12 năm 2006 là 12.991 người. Đô thị này có cự ly 15 km về phía bắc của Stuttgart, và 4 km về phía tây của Ludwigsburg. Pháo đài Hohenasperg toạ lạc ở Asperg.